# Petruska
A Petruska (oroszul: Петрушка) négyfelvonásos burleszk balett. 1911-ben mutatták be, 1947-ben felújították. Zenéjét Igor Sztravinszkij szerezte, a librettót Alekszandr Benois írta, és a díszletet illetve a jelmezeket is ő terveze, a koreográfus Mihail Fokin volt. 
A Petruskát először Szergej Gyagilev Orosz Balett társulata adta elő a Théâtre du Châtelet-ben (Várszínház), Párizsban, 1911. június 13-án. Vaclav Nyizsinszkij alakította Petruskát, a balerina szerepét Tamara Karszavina játszotta. Alekszandr Orlov volt a Mór szerepében, Enrico Cecchetti alakította a Sarlatánt.
A Petruska három bábu szerelmének és irigykedésének történetét meséli el. Petruska szereti a balerinát, de ő visszautasítja, a Mórt választja helyette. Petruska dühös, megbántva érzi magát, ezért párbájra hívja a Mórt, aki megöli Petruskát egy handzsárral. Petruska szelleme feltámad, a bábszínház fölé emelkedik, amikor leszáll az éj. A Sarlatánnal való párbaja Petruska végleges halálához vezet.
A Petruskában a zene és a tánc egységes és teljes egészet alkot. Ez az Orosz Balett egyik legnépszerűbb produkciója. Napjainkban általában az eredeti díszlet és koreográfia szerint viszik színpadra a darabot. Grace Robert így írt róla 1946-ban: „Bár több mint harminc éve volt a Petruska első bemutatója, az még mindig az egyik legcsodálatosabb balett előadás. A zene, koreográfia, a díszletek, valamint a téma – az emberi lélek időtlen tragédiája – tökéletes egysége egyetemes varázslatot ad.”

## Orosz bábok

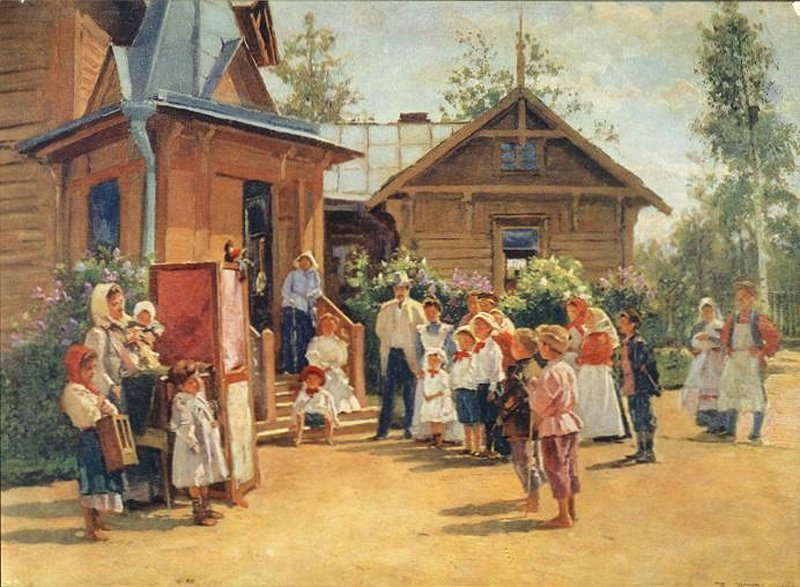
Petruska egy orosz faluban, 1908

Petruska, a darab címadója, báb. Karaktere Európa-szerte különböző nevek alatt ismert: Punch Angliában, Polichinelle Franciaországban, Pulcinella Olaszországban, Hanswurst, illetve Kasperle Németországban, Paprika Jancsi, illetve Vitéz László Magyarországon, Petruska Oroszországban. Bármi is a neve, egy szélhámos, lázadó, asszony- és ördögverő figura. Az erkölcsi igazságot botütéssel éri el, magas, nyikorgó hangon beszél és az ördöggel vitázik. A játéka sablonos és felforgató. A kulcsjelenetek egyik előadásról a másikra ismétlődnek. A darabok általában azzal érnek véget, hogy egy kutya, egy rendőr, vagy az ördög elkergeti őt.
Anna cárnő, a 18. században marionett bábukat hozatott Oroszországba. Ezek a bábjátékok az arisztokrácia szórakoztatására szolgáltak. A pálcikás bábokat Ázsiából importálták. Vallásos témájú előadásokat játszottak, főleg karácsonykor. Petruska azonban kesztyűbáb volt. A közönség különösen szerette. Olyan utcai színházakban, illetve egyéb szabadtéri helyszíneken, kisméretű, hordozható fülkékben léptették fel, amelyek könnyen összerakható és szétszedhető színpadok voltak. Az orosz forradalmat követően a szovjet hatóságok Petruskát beltéri előadássá tették, hogy így ellenőrizni tudják a darab felforgató hatását.

## Keletkezése
A Petruska létrejötte nem volt egyszerű. Míg a Tűzmadár kompozíciót írta 1910 tavaszán, Sztravinszkijnek látomása volt egy ünnepélyes pogány rítusról: bölcs vének ültek körben és végignézték, ahogy egy fiatal lány halálra táncolja magát. A lány áldozat volt a tavasz istene kiengesztelésére. Ez a Tavaszi áldozat témája is. A Tűzmadár 1910-ben lenyűgöző sikert aratott, így Gyagilev felkérte Sztravinszkijt egy újabb balett megírására, a zeneszerző javasolta, hogy a rítus legyen a téma. Gyagilev azt javasolta, hogy a premier a Orosz Balett párizsi évadja során legyen, 1912 tavaszán.
1910. szeptember végén, Gyagilev meglátogatta Sztravinszkijt Clarens-ban, Svájcban, ahol abban az időben élt. Várva, hogy megvitassák az új balettet, Gyagilev csodálkozott, mikor meglátta, hogy Sztravinszkij teljesen más projekten dolgozik. Sztravinszkijnek volt egy másik látomása: „Láttam egy férfit, estélyi ruhában, hosszú hajjal, zenész vagy költő lehetett, a romantika idejéből. Több furcsa tárgyat helyezett a billentyűzetre, aztán görgetni kezdte őket fel és alá. Ez a zenekarból a legerősebb tiltakozást váltotta ki: kalapácsütést...”
Később azt mondta: „Zeneszerzés közben határozott kép volt a fejemben egy bábról, ami hirtelen életre kelt és idegesíteni kezdte a zenekart ördögi táncával. A zenekar viszont erős trombitaszóval bosszút állt.” Bár Sztravinszkij egyszerű koncertdarabként képzelte el a művet, Gyagilev azonnal rájött, hogy ennek színházi ereje van. Gyagilevnek jutott eszébe, hogy mi lenne, ha bábokat használnának, mint amilyen Petruska, amely a farsangi ünnepségek hagyományához tartozott Szentpéterváron az 1830-as években.
Sztravinszkij 1910–11 telén szerezte a zenét, Gyagilev Orosz Balettjének. A bemutatóra Párizsban került sor, a Théâtre du Châtelet-ban, 1911 június 13-án, a karmester Pierre Monteux volt, a koreográfus Mihail Fokin. A műre jellemző az úgynevezett Petruska akkord (amely C-dúr és Fisz-dúr hármashangzatokból áll), egy bitonális szerkezetű rész, ami beharangozza a főszereplő megjelenését.

## Hangszerelés

### 1911-es eredeti változat
Az eredeti, 1911-es változat: négy furulya (a 3. és 4. kettős piccolo), négy oboa (a 4. kettős angolkürt), négy B-dúr klarinét, (a 4. kettős B-dúr basszusklarinét), négy fagott (a 4. kettős kontrafagott), négy F kürt, két B-dúr trombita (kettős piccolo trombita), két B-dúr piszton, valamint harsona, tuba, üstdob, basszusdob, cintányér, két pergődob (egy színpadon kívül), tamburin, tenordob (a színpadon), triangulum, harangjáték, xilofon, zongora, cseleszta (két- és négykezes), két hárfa és vonós hangszerek.

### 1947-es változat
Sztravinszkij az 1947-es felülvizsgált verziót kisebb zenekarra szerezte: három fuvola (a 3. kettős piccolo), két oboa, angolkürt, három B-dúr klarinét (3. B-dúr kettős basszusklarinét), két fagott, kontrafagott, négy F kürt, három B-dúr trombita, három C harsona, tuba, üstdob, basszusgitár, dob, cintányér, pergődob, csörgődob, triangulum, xilofon, zongora, cseleszta, hárfa.
Az 1911-es verzióhoz képest az 1947-es eggyel kevesebb fuvolát; kettővel kevesebb oboát, kettővel kevesebb fagottot, eggyel kevesebb pergődobot, valamint eggyel kevesebb hárfát igényel. Az angolkürt helyett kettős oboa szerepel és egy plusz kontrafagott, illetve egy trombita jelenti a többletet. A hangszerelés elhagyja a tenordobot, ezáltal nincsen színpadon kívüli hangszer, nincs harangjáték és elmarad a két kürt. 

## A szövegkönyv és a történet
Míg az eredeti ötlet Sztravinszkijé volt, Alekszandr Benois gyűjtötte a néprajzi adatokat a farsangról és az az orosz bábszínház tradícióiról. Noha Petruskát a szövegkönyv, a zene, a koreográfia és a látvány teljes integrációjaként emlegetik, a zene jelentős részét Sztravinszkij már megkomponálta még mielőtt Benois belépett volna a projektbe.

## Fordítás
Ez a szócikk részben vagy egészben  a   Petrushka (ballet) című angol Wikipédia-szócikk fordításán alapul.  Az eredeti cikk szerkesztőit annak laptörténete sorolja fel. Ez a jelzés csupán a megfogalmazás eredetét és a szerzői jogokat jelzi, nem szolgál a cikkben szereplő információk forrásmegjelöléseként.

## Külső hivatkozások
- Book review on Wachtel's book
- Book review on Wachtel's book (subscription required)
- Book review on Wachtel's book (subscription required)
- Public Domain Scores of Petrushka were available at the International Music Score Library Project
- Recordings of Stravinsky's Three Movements of Petrushka -piano version- by Alberto Cobo
- Petrushka[halott link] education website from the Klavier-Festival Ruhr